# Guerlain Chicherit

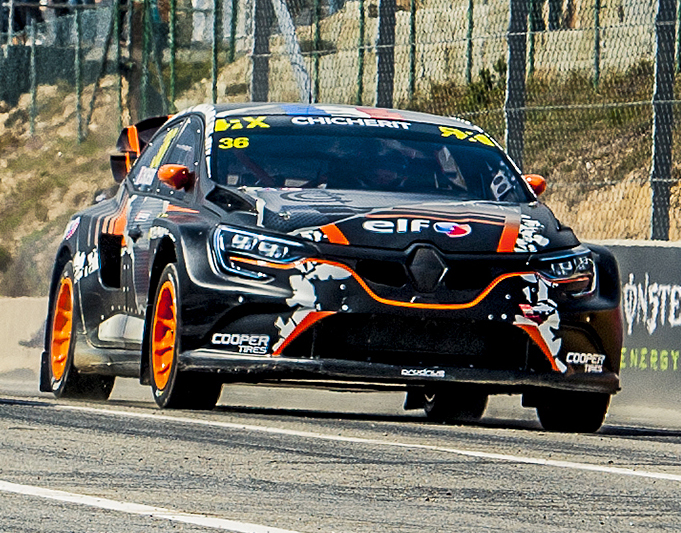
Chicherit compitiendo con su Renault Mégane RS de rallycross en 2018.

Guerlain Chicherit (París, 20 de mayo de 1978) es un piloto de rally, esquiador y empresario francés. Ha competido en más de 10 ediciones del Rally Dakar, en un gran número de eventos del Campeonato Mundial de Rallycross, ganó el Mundial de Rally Cross-Country 2009 y es propietario del equipo GCK Motorsport.

## Carrera deportiva
Realizó su debut en el Campeonato de Francia de Rally, conduciendo un Citroën Saxo, y tras su éxito en 2003, se convirtió en piloto oficial de Citroën. En 2006, tras ganar en 2005 el Dakar Challenge, participó en el Rally Dakar de 2006, conduciendo un BMW X3, ganando una etapa y acabando 9.º en la clasificación general.
En el Rally Dakar 2009, sufrió un accidente cuando luchaba por ganar la clasificación general y solo pudo acabar 9.º.
Después en ese año, consiguió una gran serie de resultados, incluyendo un tercer puesto en el Rally de Túnez y victorias en el Rally Transibérico y el Abu Dhabi Desert Challenge, logrando salir campeón de la Copa Mundial de Rally Cross-Country de la FIA, haciendo equipo con la copiloto Tina Thörner.
En el Rally Dakar 2010, Chicherit pudo ganar una etapa y acabar 5.º en la clasificación general. Ganó nuevamente una etapa en 2013.
Tras tres años sin buenos resultados, el piloto francés se ausentó del Rally Dakar por varias ediciones hasta su retorno en 2022. Ese año participó con el prototipo GCK Thunder, basado en el Peugeot 3008 DKR pero impulsado con bioetanol. Al año siguiente compitió con un Prodrive Hunter y ganó dos etapas, lo cual repitió en 2024 a bordo de una Toyota Hilux Overdrive con la cual finalizó cuarto en la general, su mejor resultado hasta entonces. Además, en 2022 ganó el Rally de Marruecos con el Hunter.
Por otro lado, desde 2015 ha sido piloto del Campeonato Mundial de Rallycross; con su equipo GCK desde 2018.

## Otras actividades
Además de ser propietario del equipo GCK Motorsport, Chicherit se dedica a la promoción inmobiliaria a través de GC Kollection y es propietario de GCK Energy, empresa que se encarga de la impulsión eléctrica de los nuevos vehículos del Campeonato Mundial de Rallycross.
En 2020 fundó junto a Eric Boudot la corporación Green Corp Konnection, encargada del «desarrollo de tecnologías para la movilidad del mañana, su integración en los vehículos y el suministro de energía limpia».

## Resultados

### Rally Dakar
| Año     | Clase  | Vehículo  | Posición | Victorias de etapa |
| ------- | ------ | --------- | -------- | ------------------ |
| 2005    | Coches | Nissan    | 50.º     | -                  |
| 2006    | Coches | BMW       | 9.º      | 1                  |
| 2007    | Coches | BMW       | Ret.     | -                  |
| 2009    | Coches | BMW       | 9.º      | -                  |
| 2010    | Coches | BMW       | 5.º      | 1                  |
| 2011    | Coches | MINI      | Ret.     | -                  |
| 2013    | Coches | SMG Buggy | 8.º      | 1                  |
| 2014    | Coches | SMG Buggy | Ret.     | -                  |
| 2015    | Coches | X-Raid    | 45.º     | -                  |
| 2016    | Coches | X-Raid    | Ret.     | -                  |
| 2022    | Coches | GCK       | Ret.     | -                  |
| 2023    | Coches | BRX       | 10.º     | 2                  |
| 2024    | Coches | Toyota    | 4.º      | 2                  |
| 2025    | Coches | Mini      | Ret.     | -                  |
| Fuente: |        |           |          |                    |

### Campeonato Mundial de Rallycross

#### Supercar
| Año  | Equipo           | Auto                 | 1      | 2      | 3      | 4      | 5      | 6      | 7      | 8      | 9      | 10     | 11     | 12     | 13  | Pos. | Pts. |
| ---- | ---------------- | -------------------- | ------ | ------ | ------ | ------ | ------ | ------ | ------ | ------ | ------ | ------ | ------ | ------ | --- | ---- | ---- |
| 2015 | JRM Racing       | MINI RX Countryman   | POR    | HOC    | BEL    | GBR    | GER    | SWE    | CAN    | NOR    | FRA 28 | BAR    | TUR    | ITA 16 | ARG | 34.º | 1    |
| 2016 | JRM Racing       | MINI RX Countryman   | POR    | HOC    | BEL    | GBR    | NOR    | SWE    | CAN    | FRA 31 | BAR 20 | LAT 21 | GER 21 | ARG    |     | 26.º | 0    |
| 2017 | Fors Performance | Renault Clio IV      | BAR 21 | POR    | HOC 21 | BEL 20 | GBR    | NOR 19 | SWE    | CAN    | FRA    | LAT    | GER    | RSA    |     | 32.º | 0    |
| 2018 | GC Kompetition   | Renault Mégane RS RX | BAR 12 | POR 5  | BEL 12 | GBR 15 | NOR 15 | SWE 14 | CAN 15 | FRA 12 | LAT 10 | USA 9  | GER 13 | RSA 12 |     | 11.º | 68   |
| 2019 | GC Kompetition   | Renault Mégane RS RX | ABU 8  | BAR 9  | BEL 13 | GBR 7  | NOR 10 | SWE 14 | CAN 4  | FRA 13 | LAT 15 | RSA 7  |        |        |     | 12.º | 73   |
| 2020 | GCK UNKORRUPTED  | Renault Clio R.S.    | SWE 16 | SWE 13 | FIN 14 | FIN 15 | LAT 15 | LAT 15 | BAR    | BAR    |        |        |        |        |     | 17.º | 14   |
| 2021 | UNKORRUPTED      | Renault Mégane R.S.  | BAR    | SWE    | FRA    | LAT    | LAT    | BEL    | POR    | GER 7  | GER 5  |        |        |        |     | 14.º | 27   |

#### RX2 International Series
| Año  | Equipo       | Auto         | 1   | 2   | 3   | 4   | 5      | 6   | 7      | Pos. | Pts. |
| ---- | ------------ | ------------ | --- | --- | --- | --- | ------ | --- | ------ | ---- | ---- |
| 2017 | Olsbergs MSE | OMSE RX2 Car | BEL | GBR | NOR | SWE | CAN 15 | FRA | RSA 12 | 20.º | 8    |

### Campeonato Mundial de Rally Raid (FIA)
| Año     | Clase  | Categoría | Vehículo | Posición | Puntaje | Victorias |
| ------- | ------ | --------- | -------- | -------- | ------- | --------- |
| 2023    | Coches | Ultimate  | BRX      | 9.º      | 55      | -         |
| 2024    | Coches | Ultimate  | Mini     | 7.º      | 69      | -         |
| Fuente: |        |           |          |          |         |           |